# 緯來兒童台
緯來兒童台，是緯來電視網旗下針對兒童族群所開設的專門頻道，英文名稱為「Q TV」。

## 頻道簡史
2005年10月，行政院新聞局核發《衛星廣播電視事業執照》給緯來兒童台。2006年1月1日，緯來兒童台正式開播，為緯來電視網旗下的第七個自營頻道。
2007年2月，緯來電視網與富邦集團決議緯來兒童台與MOMO親子台合併，並同時向國家通訊傳播委員會（NCC）申請核准。國家通訊傳播委員會審查後，核准兩台合併。
2007年2月～6月間，緯來兒童台仍屬正常播出狀態，但僅播出《Bibi極光島》、《南極特快車》、《我家闖通關》、《天才接班人》、《寶貝地球智多星》、《快樂Baby Q》、《校外路隊長》、《台灣生態部落格》等緯來自製節目以及日本電視動畫《橫山光輝 三國志》。2007年4月，緯來兒童台與MOMO親子台展開策略聯盟，緯來兒童台各類節目陸續轉由MOMO親子台播映。2007年6月18日，緯來兒童台正式停播。2007年12月，行政院新聞局註銷緯來兒童台的《衛星廣播電視事業執照》。
緯來兒童台停播之後，其外購兒童節目及大部分動畫的播映權都轉移至MOMO親子台（《校園迷糊大王》的播映權則轉移至卡通頻道，緯來電視網旗下的緯來綜合台亦不再擁有播映權），而緯來自製的兒童節目《快樂Baby Q》、《校外路隊長》、《Bibi極光島》也於2007年11月起陸續於MOMO親子台播出。

## 曾播放過外購兒童節目
（以下節目旁所提日期，為緯來兒童台首播該節目時日期）
1. 2006：天線寶寶（Teletubbies）
2. 2006：芬寶（Fimbles）
3. 2006：芝麻街（Play with me, Sesame）
4. 2006：皮斯古拉的為什麼

## 曾播放過動畫
1. 2006：丁丁歷險記
2. 2006：金牌熊貓
3. 2006：銀河天使
4. 2006：雪
5. 2006：御行者
6. 2006：校園迷糊大王
7. 2006：機動戰士鋼彈SEED
8. 2006：SD鋼彈Force
9. 2006：廢棄公主
10. 2006：銀河天使
11. 2006：美鳥伴身邊
12. 2006：馳風競艇王
13. 2006：龍騎士
14. 2006：戰鬥陀螺
15. 2006：快樂學園
16. 2006：淘氣貓洛夫
17. 2006：水餃人納西歐
18. 2006：封神演義
19. 2006：TSUBASA翼
20. 2006：橫山光輝 三國誌
21. 2006：超能奇兵

## 曾播放過自製兒童節目
1. 2006：BiBi極光島
2. 2006：南極特快車
3. 2006：快樂Baby Q
4. 2006：台灣生態部落格
5. 2006：寶貝地球智多星
6. 2006：校外路隊長
7. 2006：我家闖通關
8. 2006：天才接班人

## 主持群（緯來家族）
- 蘋果姐姐-彭薇霖
- 紅豆少女組
- 紅豆姐姐-張庭瑋
- 蜜豆姐姐-王家鳳
- 豆沙姐姐-彭筱芊